# Hasselberg
Hasselberg település Németországban, Schleswig-Holstein tartományban. Lakosainak száma 867 fő (2023. december 31.). Hasselberg Maasholm, Rabel, Kappeln, Rabenholz, Gelting, Pommerby és Kronsgaard községekkel határos.

## Népesség
A település népességének változása:
| Lakosok száma | 851  | 841  | 821  | 789  | 826  | 867  | 886  | 867  |
|               | 1975 | 2013 | 2014 | 2017 | 2019 | 2021 | 2022 | 2023 |